# Агуреев, Евгений Яковлевич
Евгений Яковлевич Агуреев (16 января 1951, Ульяновск, РСФСР, СССР — 3 июля 2016, Алма-Ата, Казахстан) — советский хоккеист с мячом и на траве, судья республиканской категории по хоккею на траве (1976), тренер и казахстанский спортивный функционер. Мастер спорта СССР международного класса (хоккей с мячом, 1978), мастер спорта СССР (хоккей на траве), заслуженный тренер Республики Казахстан.
Младший брат Виталия Агуреева. Внук Даниил выступает за ФК «Луки-Энергия» (Великие Луки).

## Биография
Начал играть в хоккей с мячом в Ульяновске. Уже в 18 лет он играл в основном составе «Волги». Параллельно играл в хоккей на траве.
В 1972 году был призван в армию, службу проходил в Хабаровске в составе местного СКА.
Переехав в Алма-Ату в 1974 году, выступает за «Динамо» до 1984 года.
Свой последний игровой сезон в высшем дивизионе чемпионата СССР провёл в составе кемеровского «Кузбасса», по итогам сезона покинувшего Высшую лигу. Следующий сезон 1985/1986 провёл с «Кузбассом» в Первой лиге и помог команде вернуться в Высшую лигу.
В сборную СССР привлекался лишь на одну игру в 1972 году в матче против сборной Норвегии на Международном турнире на приз газеты «Советская Россия». Долгое время играл под постоянным врачебным контролем, что помешало закрепиться в сборной страны.
В чемпионатах СССР забил 637 мячей и является лидером по этому показателю.
В 1985—1992 годах судил матчи чемпионата СССР по хоккею на траве и хоккею с мячом. Был арбитром матчей Кубка мира по хоккею с мячом в 1988 году. Арбитр ИБФ с 1988 года.
Государственный тренер Спорткомитета Казахстана по хоккею с мячом и на траве в 1986—2004 годах.
В 1992—1995 годах — президент Федерации хоккея с мячом Казахстана, в 1995—1997 — вице-президент Федерации хоккея с мячом Казахстана. Член правления ИБФ в 1993—1995 годах.
Одновременно, работал тренером алма-атинских женских команд «Связист» и АГУ, а позже тренером женской сборной Казахстана по хоккею на траве.
На первом для сборной Казахстана по хоккею с мячом чемпионате мира 1995 в США был руководителем делегации.
Скончался 3 июля 2016 года. Похоронен на кладбище Верхняя Пятилетка (Баганашил).

## Достижения

### Хоккей с мячом
— Чемпион СССР — 1977 

 — Серебряный призёр чемпионата СССР — 1972, 1975, 1976, 1978, 1979, 1981 

 — Бронзовый призёр чемпионата СССР − 1983 

 — Финалист Кубка СССР − 1984 

 — Обладатель Кубка европейских чемпионов — 1977 

 — Победитель Международного турнира на приз газеты «Советская Россия» — 1972
- В список 22 лучших игроков сезона входил 6 раз — 1972, 1974, 1975, 1979, 1981, 1983
- Лучший бомбардир сезона — 1975, 1979
- Рекорд результативности за сезон в чемпионатах СССР: 74 мяча в сезоне 1978/79
- Совладелец рекорда результативности чемпионатов СССР в одном матче — 10 мячей (29.12.1978 с «Кузбассом»)
- Лучший бомбардир Кубка европейских чемпионов — 1977 (15 мячей)

### Хоккей на траве
Чемпион СССР — 1970, 1971, 1976 

 Серебряный призёр чемпионата СССР — 1972

### Комментарии
1. ↑  Количество игр и голов за клуб(ы) в высшем дивизионе чемпионатов СССР